# John Bray
John Bray (ur. 19 sierpnia 1875 w Middleport, zm. 18 lipca 1945 w San Francisco) – amerykański lekkoatleta specjalizujący się w biegach średniodystansowych, uczestnik letnich igrzysk olimpijskich w Paryżu (1900), brązowy medalista olimpijski w biegu na 1500 metrów.

## Sukcesy sportowe
- dwukrotny medalista mistrzostw Stanów Zjednoczonych w biegu na 800 metrów – srebrny (1899) oraz brązowy (1898)
- brązowy medalista mistrzostw Stanów Zjednoczonych w biegu na 1 milę – 1898
- brązowy medalista mistrzostw Stanów Zjednoczonych w biegu 3000 metrów z przeszkodami – 1898

| Rok  | Miasto | Zawody               | Konkurencja                  | Wynik                    |
| ---- | ------ | -------------------- | ---------------------------- | ------------------------ |
| 1900 | Paryż  | Igrzyska olimpijskie | bieg na 1500 m bieg na 800 m | brązowy medal 6. miejsce |

## Rekordy życiowe
- bieg na 800 metrów – 1:55,3 – Nowy Jork 16/07/1900
- bieg na 1500 metrów – 4:07,2 (1900)
- bieg na milę – 4:26,2 – Berkeley 27/05/1899